# Slovinsko na Zimních olympijských hrách 2002
Slovinsko na Zimních olympijských hrách 2002 reprezentovalo celkem 40 sportovců, 24 mužů a 16 žen, soutěžilo v 8 sportech.

## Medailisté
| Medaile | Jméno                                                 | Sport           | Disciplína                 |
| ------- | ----------------------------------------------------- | --------------- | -------------------------- |
| Bronz   | Damjan Fras Robert Kranjec Primož Peterka Peter Žonta | Skoky na lyžích | družstvo mužů můstek K 120 |